# Antiblemma bistriga
Antiblemma bistriga là một loài bướm đêm thuộc họ Erebidae. Nó là loài đặc hữu của Jamaica.